# Aleksandra Socha
Aleksandra Anna Socha (Szelągowski) (* 30. März 1982 in Pabianice) ist eine polnische Fechterin, die bisher Militärweltmeisterin, zweifache Europameisterin und sechsfache polnische Meisterin war und an vier Olympischen Spielen teilnahm. Ihre Waffe ist der Säbel.

## Sportliche Laufbahn
Ola, Aleksandra Socha ist Tochter der Florett-Fechterin Bronisława Piech-Socha und nahm mit 11 Jahren ihre ersten Fechtstunden. Sie begann ebenfalls mit dem Florett, kam aber dann zufällig auf den Säbel, noch bevor dieser in das olympische Programm aufgenommen wurde. Mit 15 ging sie auf eine Sportschule in Warschau und anschließend auf die Sportuniversität Akademia Wychowania Fizycznego Józefa Piłsudskiego w Warszawie (AWF Warszawa). In den Jahren 2000 und 2003 errang sie jeweils eine Bronzemedaille auf der Juniorenweltmeisterschaft und auf der Weltmeisterschaft in Havanna.
Ihre beste Einzelleistung war der Sieg bei den Welt-Titelkämpfen 2004 in Kopenhagen. 2012 und 2013 errang sie jeweils die Bronzemedaille. Mit der Mannschaft Bogna Jóźwiak, Matylda Ostojska, und Irena Więckowska gewann Socha die Goldmedaille bei der Europameisterschaft 2008 in Kiew. 2001 wurde sie mit dem polnischen Säbelteam Dritte, 2006 und 2011 Zweite. Polnische Landesmeisterin mit dem Säbel wurde Socha 1999, 2002, 2003, 2008, 2010 und 2015.
Socha hat an vier Olympischen Spielen teilgenommen (Athen 2004, Peking 2008, London 2012 und Rio de Janeiro 2016), wo sie im Einzel auf die Plätze 11, 18, 13 und 18 kam. Mit der Mannschaft kam sie 2008 und 2016 jeweils auf den sechsten Platz.
2017/2018 hat sie Platz 122 auf der Weltrangliste, ihre besten Platzierungen waren der dritte Rang (2005), der vierte (2003) und der fünfte (2010).

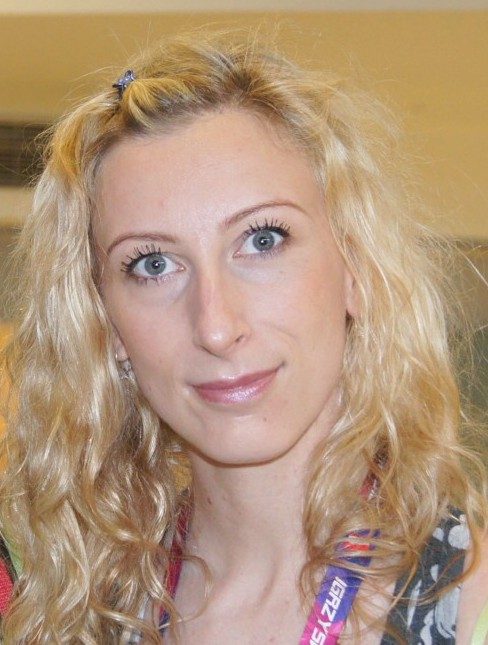
Aleksandra Socha (2012)

### Einzelerfolge
- 2000 Bronze WM South Benth (Junioren)
- 2003 Bronze WM Havanna
- 2004 Gold EM Kopenhagen
- 2012 Bronze EM Legnano
- 2013 Bronze EM Zagreb

### Mannschaftserfolge
- 2001 Bronze EM Koblenz
- 2006 Silber EM Izmir
- 2008 Gold EM Kiew
- 2011 Silber EM Sheffield

### Militärmeisterschaften
- 2010 Gold WM Caracas (Einzel und Mannschaft)
- 2011 Gold Military World Games Rio de Janeiro (Einzel)

## Berufliche Laufbahn
Socha hat Diplome als Fecht- und Fitnesstrainer. Sie ist seit 2006 Soldatin der polnischen Armee, im Range eines Korporals dient sie gegenwärtig im Schulungszentrum für Kommunikation und Informatik in Zegrze. Bei der Wahl des besten Sportlers der Armee kam sie 2011 auf den dritten Platz.
Sie ist mit dem US-Amerikaner Bradley Shelton verheiratet, den sie bei der Olympiade 2016 kennen lernte. Seit 2017 sind sie Eltern eines Sohns.